# 今出川公富
今出川 公富（いまでがわ きんとみ）は、室町時代前期の公卿。権大納言・今出川実富の子。官位は従二位・権大納言。

## 経歴
応永20年（1413年）に従三位となり、公卿に列する。左近衛中将や遠江権守・参議・権中納言を経て、応永24年（1417年）に権大納言となる。
応永28年（1421年）に嗣子無く早世したため、弟・教季が今出川家の名跡を継いだ。